# Koynare Rocks
Die Koynare Rocks (englisch; bulgarisch скали Койнаре skali Kojnare) sind eine Gruppe aus Klippenfelsen im Archipel der Südlichen Shetlandinseln. In der Hero Bay der Livingston-Insel liegen sie 7,5 km nordöstlich des Siddins Point, 5,3 km nordwestlich des Bezmer Point und 1,4 km südlich der Miladinovi Islets.
Bulgarische Wissenschaftler kartierten sie 2009. Die bulgarische Kommission für Antarktische Geographische Namen benannte sie im selben Jahr nach der Stadt Kojnare im Nordwesten Bulgariens.